# 514 Арміда
514 Арміда (514 Armida) — астероїд головного поясу, відкритий 24 серпня 1903 року Максом Вольфом у Гейдельберзі.